# بخار خداة
بخار خداة كانوا سلالة صغدية محلية، حكمت مدينة بخارى من تاريخ غير معروف حتى عهد الحاكم الساماني إسماعيل بن أحمد، الذي دمج بخارى في الدولة السامانية.

## أصل الكلمة
و كان أمراء بخارى قبل الإسلام يحملون لقب «بخار خدا»(1) ومعناه أمير بخارى أو صاحب بخارى. و لما فتحها العرب أقيم إلى جانب «بخار خدا» في السنوات الأولى عامل عربى تابع لأمير خراسان الذى كان يقيم في «مرو»، و إلى سنة 260 هـ / 864 م.

## تاريخ
لا يزال تاريخ تأسيس دولة بخار خداة غير معروف؛ ومن المعروف أن المؤرخ الإيراني النرشخي في القرن العاشر ذكر عدة أسماء لحكام بخارى، ولكن من غير المعروف ما إذا كانوا جميعًا من نفس السلالة. أول حاكم ذكره النرشخي هو أبروي. وفقًا لنرشخي، كان حاكمًا قاسيًا، أطاح به ملك تركي معين يُدعى قراجورين ترك. الحاكم التالي يُدعى كانا، الذي يُقال إنه أدخل سك العملات المعدنية في بخارى، ومع ذلك يشكك العلماء المعاصرون في ذلك. الحاكم التالي يُذكر باسم ماخ، الذي يُنسب إليه بناء سوق سُمي باسمه (سوق ماخ). أول حاكم ذُكر بلقب بخار خداة يُدعى بيدون، الذي قُتل سنة 681م على يد القائد الأموي سلم بن زياد أثناء المحاولات العربية الأولى لغزو بلاد ما وراء النهر. وقد خلفه ابنه طغشادة الذي لم يتجاوز عمره بضعة أشهر. ولكن المملكة كانت في الواقع تحت سيطرة والدة طغشادة، خوتك خاتون، التي لا تُعرَف إلا بلقب خاتون بخارى، والتي اشتهرت في التقليد التاريخي المحلي بحكمتها وإدارتها الماهرة. وفي سنة 676م أرسلت فرقة لمساعدة العرب في الهجوم على سمرقند.
في سنة 706م، اندلعت حرب أهلية في بخارى والمدن والبلدات المحيطة بها؛ حيث استولى حاكم وردانة القريبة، المعروف باسم وردان خداة، على معظم الإمارة، بينما تمكن قطب صغدي يدعى خنك خداة من حشد نبلاء بخارى حوله وأعلن نفسه بخارا خداة. في الوقت نفسه، استولى الوالي الأموي الجديد لخراسان، قتيبة بن مسلم، على بيكند، وهي مدينة بالقرب من بخارى. سرعان ما ثارت المدينة، ورد العرب بنهب المدينة. صدمت وحشية نهب بيكند العالم الصغدي، ودفعت نبلاء بخارى تحت قيادة خنك خداة إلى عقد تحالف مع وردان خداة. ومع ذلك، أثناء القتال بين العرب والصغديين، قُتل وردان خداة، مما شكل على الأرجح ضربة قوية لتحالف بخارى ووَردانة.
وبعد فترة وجيزة استولى قتيبة على بخارى، وفرض عليها جزية قدرها مائتي ألف درهم، ونصب حامية عربية لتأمينها ضد التمرد. وفي نفس الوقت، اعترف ملك صغدي آخر يدعى طرخون، الذي كان حاكم سمرقند، بسلطة الدولة الأموية. وبعد تسوية قضية في طخارستان، أعاد قتيبة بخارى إلى الشاب طغشادة، وأعدم فصيل خنك خداة بما في ذلك نفسه.
لاحقًا، في سنة 712م / 713م، من أجل نشر الإسلام في بخارى، بنى قتيبة مسجدًا في قلعة المدينة، بل وشجع السكان الأصليين على التحول من خلال دفع المال لهم لحضور الصلوات. ومع ذلك، سارت عملية الأسلمة ببطء شديد، وظل حكام بخارى زرادشتيين حتى سقوطهم. ومع ذلك، حاول طغشادة تحقيق الاستقلال عن الخلافة الأموية، وفي سنة 718م، أرسل مع خليفة طرخون غورك ونارايَنا ملك كومَد وتِيش ملك جغانيان سفارة إلى سلالة تانغ في الصين، حيث طلبوا المساعدة ضد العرب. في حوالي سنة 728م، اندلعت ثورة معادية للعرب في بخارى، والتي تم قمعها بعد عام واحد. اغتيل طغشادة على يد اثنين من النبلاء الدهقانيين الغاضبين في سنة 739م، وخلفه ابنه قتيبة بن طغشادة، الذي سمي تكريماً للقائد الأموي.
في سنة 750م، غزا الدولة الأموية الدولة العباسية، التي أصبحت السادة الجدد لآسيا الوسطى. ومع ذلك، اندلعت هذه الثورة في بخارى بقيادة شريك بن شيخ المهري. أرسل القائد العباسي أبو مسلم الخراساني جيشًا بقيادة زياد بن صالح الحارثي لقمع التمرد، لكن المتمردين تمكنوا من الخروج منتصرين. ساعد قتيبة، على رأس جيش يبلغ تعداده 10000 جندي، العباسيين في قتالهم ضد شريك، وتمكن في النهاية من هزيمة وقتل الأخير. ومع ذلك، بسبب موقف قتيبة من العرب، قُتل في سنة 750م بأمر من أبو مسلم الخراساني، وخلفه شقيقه سكان بن طغشادة، الذي حكم حتى حوالي سنة 757م عندما قُتل هو أيضًا على يد عملاء العباسيين. وخلفه أخ آخر اسمه بنيات بن طغشادة، والذي قُتل في سنة 783م بسبب دعمه للمقنع. وبعد حكم بنيات، لا توجد معلومات عن أي من خلفائه، باستثناء آخر حكام بخارى، أبو إسحاق إبرهيم بن خالد بن بنيات، الذي ضمت مملكته إلى الحاكم الساماني إسماعيل بن أحمد. توفي أبو إسحاق في سنة 913م، لكن المكانة الملكية لأحفاده ظلت معروفة أثناء حياة النرشخي.

## ديانة
كان أغلب سكان بخارى، بمن فيهم حكام المدينة، من أتباع الديانة الزرادشتية. ومع ذلك، كانت هناك أيضًا آثار للمسيحية النسطورية، حتى أن النرشخي ذكر وجود كنيسة في بخارى أثناء حكم بخار خداة.

## الهوامش
1: وقد ضبطت بعد ذلك في الكتب الإسلامية «بخار خداة» و تكتب بالفارسية «بخار خدات» بالتاء المفتوحة.

### فهرس المراجع
منشورات
1. 1 2  تحقيق: تاريخ بخارى للنرشخي: ص 9.
2. ↑  Gibb 1923، صفحة 18.
3. 1 2  Robert G. Hoyland (2014). In Gods Path: The Arab Conquests and the Creation of an Islamic Empire. Oxford University Press. ص. 120–121. ISBN:9780190209650. مؤرشف من الأصل في 2024-11-13.
4. ↑  Gibb 1923، صفحات 34–35.
5. 1 2  Bosworth 1986، صفحة 541.
6. ↑  Gibb 1923، صفحات 35-36.
7. ↑  Shaban 1979، صفحة 65.
8. ↑  Wellhausen 1927، صفحة 435.
9. ↑  Gibb 1923، صفحات 38-39.
10. ↑  Shaban 1979، صفحة 67.
11. 1 2  Litvinsky & Dani 1996، صفحة 458.
12. ↑  Litvinsky & Dani 1996، صفحة 418.

### بيانات المراجع
الكُتُب
إنجليزية
- Bosworth، C.E. (1986). "Ḳutayba b. Muslim". The Encyclopedia of Islam, New Edition, Volume V: Khe–Mahi. Leiden and New York: BRILL. ص. 541–542. ISBN:90-04-07819-3. مؤرشف من الأصل في 2023-08-13.
- Gibb، H. A. R. (1923). The Arab Conquests in Central Asia. London: The Royal Asiatic Society. OCLC:685253133.
- Shaban، M. A. (1979). The 'Abbāsid Revolution. Cambridge: Cambridge University Press. ISBN:0-521-29534-3. مؤرشف من الأصل في 2024-10-08.
- Litvinsky، B. A.؛ Dani، Ahmad Hasan (1996). History of Civilizations of Central Asia: The crossroads of civilizations, A.D. 250 to 750. UNESCO. ISBN:9789231032110. مؤرشف من الأصل في 2024-11-13.
- Bosworth, C. Edmund. "BUKHARA ii. From the Arab Invasions to the Mongols". Welcome to Encyclopaedia Iranica. Encyclopaedia Iranica, Vol. IV, Fasc. 5 (بالإنجليزية الأمريكية). London et al.: C. Edmund Bosworth. pp. 513–515. Archived from the original on 2014-04-27. Retrieved 2024-11-12.
- Wellhausen، Julius (1927). The Arab Kingdom and its Fall. ترجمة: Margaret Graham Weir. Calcutta: University of Calcutta. OCLC:752790641.
- Frye, Richard N. "BUKHARA i. In Pre-Islamic Times". Welcome to Encyclopaedia Iranica. Encyclopaedia Iranica, Vol. IV, Fasc. 5 (بالإنجليزية الأمريكية). London et al.: C. Edmund Bosworth. pp. 511–513. Archived from the original on 2012-09-04. Retrieved 2024-11-12.